# Şükrü Saracoğlu
Pour les articles homonymes, voir Saracoğlu.
Mehmet Şükrü Saracoğlu est un économiste et homme d'État turc, né en 1886 ou le 17 juin 1887 à Ödemiş (Empire ottoman) et mort le 27 décembre 1953 à Istanbul (Turquie). Membre du Parti républicain du peuple, il exerce notamment la fonction de Premier ministre de Turquie de 1942 à 1946.

## Biographie
Après deux passages au gouvernement, dans les années 1920, à des postes ministériels importants (Éducation nationale puis Finances), il a été membre de tous les gouvernements turcs à partir de 1933, à des postes régaliens (Justice puis Affaires étrangères), sa carrière politique culminant, de 1942 jusqu'à son départ du gouvernement en 1946, lorsqu'il a exercé les fonctions de Premier ministre de Turquie, à la tête de deux gouvernements successifs.
Par ailleurs, il a présidé, de 1934 à 1950, le Fenerbahçe SK, club omnisports (dont le football) basé à Istanbul. Le stade du club porte aujourd'hui son nom.

## Fonctions gouvernementales
| Début             | Fin               | Fonctions                                                                             | Gouvernement                     |
| ----------------- | ----------------- | ------------------------------------------------------------------------------------- | -------------------------------- |
| 22 novembre 1924  | 3 mars 1925       | Ministre de l'Éducation nationale (Milli Eğitim Bakanı)                               | Gouvernement Ali Fethi Okyar     |
| 1er novembre 1927 | 27 septembre 1930 | Ministre des Finances (Maliye Bakanı)                                                 | Gouvernement İsmet İnönü (4)     |
| 24 mai 1933       | 1er mars 1935     | Ministre de la Justice (Adalet Bakanı)                                                | Gouvernement İsmet İnönü (6)     |
| 1er mars 1935     | 25 octobre 1937   | Ministre de la Justice                                                                | Gouvernement İsmet İnönü (7)     |
| 25 octobre 1937   | 11 novembre 1938  | Ministre de la Justice                                                                | Gouvernement Celal Bayar (1)     |
| 11 novembre 1938  | 25 janvier 1939   | Ministre des Affaires étrangères (Dışişleri Bakanı)                                   | Gouvernement Celal Bayar (2)     |
| 25 janvier 1939   | 3 avril 1939      | Ministre des Affaires étrangères                                                      | Gouvernement Refik Saydam (1)    |
| 3 avril 1939      | 8 juillet 1942    | Ministre des Affaires étrangères                                                      | Gouvernement Refik Saydam (2)    |
| 9 juillet 1942    | 13 août 1942      | Ministre des Affaires étrangères (fonctions cumulées avec celles de Premier ministre) | Gouvernement Şükrü Saracoğlu (1) |
| 9 juillet 1942    | 9 mars 1943       | Premier ministre (Başbakanı)                                                          | Gouvernement Şükrü Saracoğlu (1) |
| 9 mars 1943       | 7 août 1946       | Premier ministre                                                                      | Gouvernement Şükrü Saracoğlu (2) |

## Autres fonctions politiques
- du 1er novembre 1948 au 22 mai 1950 : président de la Grande assemblée nationale de Turquie (Türkiye Büyük Millet Meclisi Başkanı).

## Autres fonctions
- de 1934 à 1950 : président du Fenerbahçe SK, club omnisports (dont le football) basé à İstanbul.